# Rivière Laramie
Pour les articles homonymes, voir Laramie.
La rivière Laramie est un affluent de la rivière North Platte, d'une longueur de 451 km. Elle traverse le Colorado et le Wyoming. La rivière tient son nom de Jacques La Ramie (ou Jacques La Ramée), trappeur français ou canadien-français du XIXe siècle.

## Description du cours
La rivière prend sa source dans la forêt nationale de Roosevelt, située dans le Comté de Larimer, dans le  nord du Colorado. Elle coule vers le nord-nord-ouest dans le Wyoming, à l'est des monts Medicine Bow, contourne le mont Jelm, puis au nord-est du mont, émerge à 35 km au sud-ouest de Laramie.
La rivière coule ensuite vers Laramie. Dans les plaines Laramie, elle est rejointe par la Little Laramie River.
La rivière Laramie continue ensuite vers le nord à travers les plaines Laramie et se déverse dans les réservoirs Wheatland.
Elle coule vers le nord  et traverse les monts Laramie. Émergeant de la montagne, elle reçoit la North Laramie River à 8 km au nord de Wheatland et la Chugwater Creek à 11 km au nord-est de Wheatland.
Elle se jette dans la North Platte River face à Fort Laramie.
Via le Laramie-Poudre Tunnel, la rivière Laramie fournit de l'eau à la Cache La Poudre River qui fait partie du bassin versant du Colorado. Le tunnel, d'une longueur de 3 km, a été achevé en 1911 dans le cadre d'un vaste projet d'irrigation du nord du Colorado.

## Affluents
- Laramie River
  - Little Laramie River
    - North Fork Little Laramie River
      - Libby Creek

    - Middle Fork Little Laramie River
    - South Fork Little Laramie River

  - North Laramie River
  - Chugwater Creek